# Rafaela Ybarra de Vilallonga
Rafaela de Ybarra (Bilbao, 16 de enero de 1843-Bilbao, 23 de febrero de 1900) fue una mujer y madre de familia perteneciente a la alta sociedad de Bilbao que, con el consentimiento de su marido José Vilallonga, fundó la Congregación de los Santos Ángeles Custodios. Fue beatificada por el Papa Juan Pablo II en 1984.

## Biografía
Nació en la calle Ribera de Bilbao en 1843 en el seno de una familia católica, como Rafaela María de Ybarra y Arámbarri. Sus padres fueron Gabriel María de Ybarra y Gutiérrez de Caviedes y María del Rosario de Arámbarri y Mancebo.
Contrajo matrimonio el 14 de septiembre de 1861 con José de Vilallonga y Gipuló, industrial que llegó a ser presidente de Altos Hornos de Bilbao. Fue madre de siete hijos, el menor de los cuales —José de Vilallonga e Ybarra— sería asesor jurídico de la embajada española en París y del Ministerio de Estado durante la Segunda República. Su nieto Rafael Medina Vilallonga contrajo matrimonio con la duquesa de Medinaceli.
Como dama de la alta sociedad, acudía a dar limosna a los pobres con finos guantes de seda para no mancharse las manos, hasta que se dio cuenta de que ese no era el camino para ayudar a los necesitados. Cambió sus trajes de seda por ropa humilde y, al margen de lo que se esperaba de ella se dedicó a atender principalmente a la infancia y juventud femenina.[cita requerida]
Promovió pisos para acoger a las niñas y jóvenes que acudían a trabajar en plena industrialización de Vizcaya, y talleres para su formación y sustento; al mismo tiempo, impulsó la creación en Bilbao de numerosas Instituciones de protección a la mujer.
El 8 de diciembre de 1894, en un pequeño piso de Bilbao, Rafaela Ybarra y tres jóvenes entusiastas se comprometieron a actuar como madres y educadoras de aquellas niñas y jóvenes. Ya que su misión se asemejaba a los Ángeles Custodios, tomó ese nombre para su nueva fundación.
El 2 de agosto de 1897 se puso la primera piedra del Colegio Ángeles Custodios de Zabalbide en Begoña, (también anexionada a Bilbao en 1925), para quedar inaugurado definitivamente el Colegio el 24 de marzo de 1899. Fue la primera Casa Madre de la Congregación de los Santos Ángeles Custodios, que sirvió de modelo a las que más tarde se levantaron.

## Beatificación
- Rafaela Ybarra de Vilallonga fue beatificada el 30 de septiembre de 1984 en Roma por el Papa Juan Pablo II.[7]
- Su memoria litúrgica se ha fijado el 23 de febrero.

## Citas
De Rafaela Ybarra de Vilallonga:
- «No os canseis nunca de hacer el bien».
- «Dulzura en los medios y firmeza en los fines».

## Reconocimientos
- En su honor fue nombrado el Politécnico Madre Rafaela Ybarra, que se encuentra ubicado en la AV. Prolongación 27 de febrero, Las Caobas, Santo Domingo Oeste.
- El 23 de febrero de 2023, el obispo Mons. Joseba Segura bendijo una imagen suya que ha quedado desde entonces instalada en la Catedral de Bilbao.[8]